# Сент-Джеймс (Нью-Йорк)
Сент-Джеймс (англ. St. James) — переписна місцевість (CDP) в США, в окрузі Саффолк штату Нью-Йорк. Населення — 13 487 осіб (2020).

## Географія
Сент-Джеймс розташований за координатами 40°52′35″ пн. ш. 73°9′8″ зх. д. / 40.87639° пн. ш. 73.15222° зх. д. (40.876403, -73.152102).  За даними Бюро перепису населення США в 2010 році переписна місцевість мала площу 11,81 км², з яких 11,81 км² — суходіл та 0,00 км² — водойми.

## Демографія
Згідно з переписом 2010 року, у переписній місцевості мешкало 13 338 осіб у 4535 домогосподарствах у складі 3395 родин. Густота населення становила 1129 осіб/км².  Було 4741 помешкання (401/км²).
Расовий склад населення:
| - 95,1 % — білих - 2,0 % — азіатів - 0,6 % — чорних або афроамериканців - 0,1 % — корінних американців - 1,1 % — осіб інших рас |

До двох чи більше рас належало 1,2 %. Частка іспаномовних становила 5,6 % від усіх жителів.
За віковим діапазоном населення розподілялося таким чином: 25,2 % — особи молодші 18 років, 56,5 % — особи у віці 18—64 років, 18,3 % — особи у віці 65 років та старші. Медіана віку мешканця становила 43,0 року. На 100 осіб жіночої статі у переписній місцевості припадало 90,8 чоловіків;  на 100 жінок у віці від 18 років та старших — 86,3 чоловіків також старших 18 років.
Середній дохід на одне домашнє господарство  становив 117 673 долари США (медіана — 93 034), а середній дохід на одну сім'ю — 135 655 доларів (медіана — 110 467). Медіана доходів становила 81 625 доларів для чоловіків та 54 715 доларів для жінок. За межею бідності перебувало 4,6 % осіб, у тому числі 4,5 % дітей у віці до 18 років та 6,8 % осіб у віці 65 років та старших.
Цивільне працевлаштоване населення становило 6379 осіб. Основні галузі зайнятості: освіта, охорона здоров'я та соціальна допомога — 27,0 %, науковці, спеціалісти, менеджери — 11,2 %, роздрібна торгівля — 9,0 %, виробництво — 8,1 %.